# Phyllophaga ulkei
Phyllophaga ulkei är en skalbaggsart som beskrevs av Smith 1889. Phyllophaga ulkei ingår i släktet Phyllophaga och familjen Melolonthidae. Inga underarter finns listade i Catalogue of Life.